# Emilio Alzamora

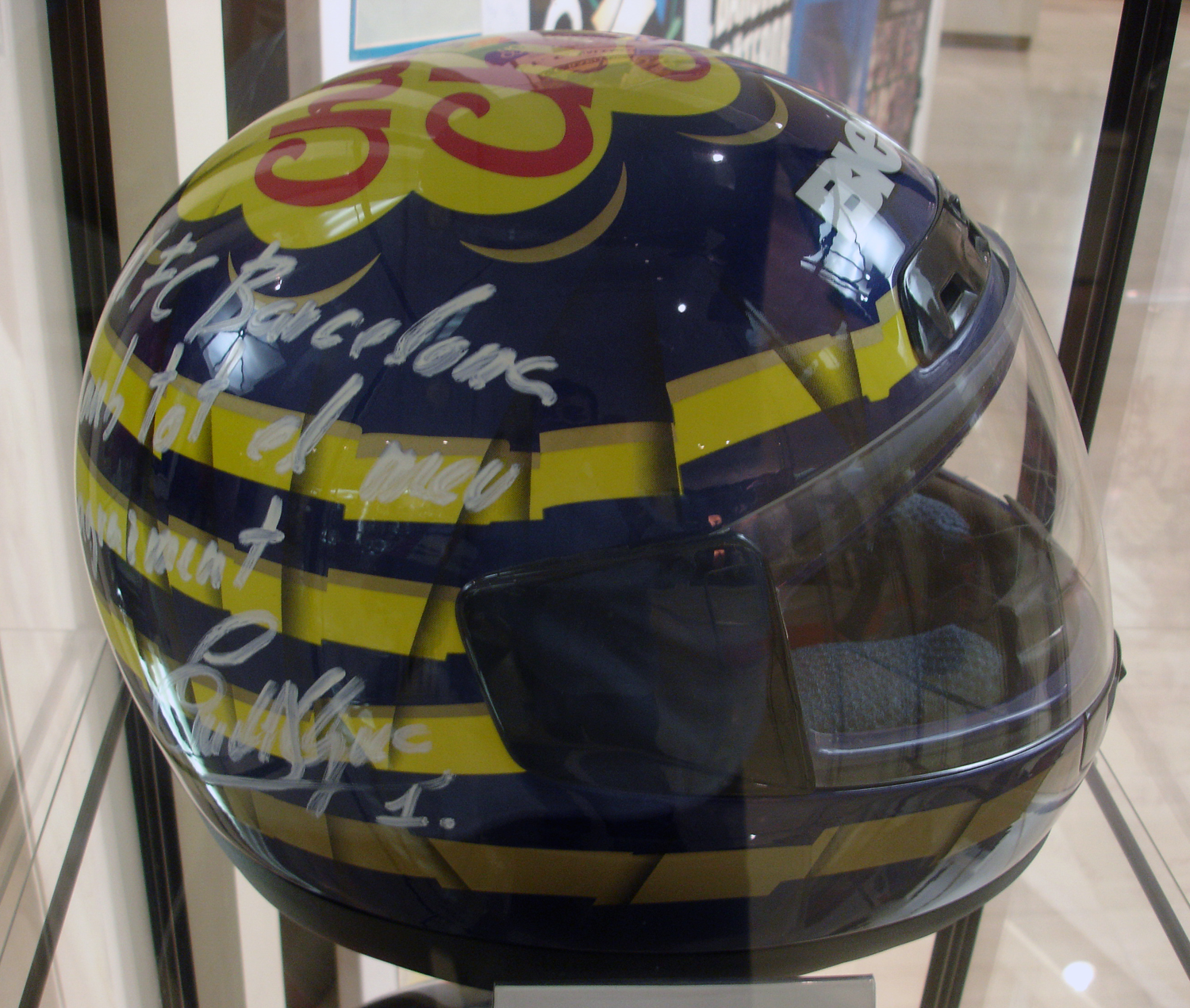
Alzamoras Helm uit het seizoen 1999

Emilio Alzamora (Lleida, Catalonië, 22 mei 1973) is een voormalig Spaans motorcoureur. Tussen 1994 en 2003 verscheen hij 144 keer aan de start in het wereldkampioenschap wegrace, waarin hij vier overwinningen, 30 podiumplaatsen, een poleposition, alsmede vijf snelste raceronden behaalde. In 1999 won Alzamora de wereldtitel in de 125cc-klasse.